# 卡梅倫·杜米甘
卡梅倫·杜米甘（Cameron Dummigan，1996年6月2日—）是北愛爾蘭的一位足球選手，在場上司職後衛。現時效力英甲球會奧爾德姆。他也代表北愛爾蘭各級青年隊參賽。

## 外部連結
- 足球数据库：Cameron Dummigan的球员统计数据